# Lago Vegorítida
Lago Vegorítida (en griego: Λίμνη Βεγορίτιδα, Limni Vegoritida), también conocido en el pasado como lago Ostrovo (en griego: Λίμνη Οστρόβου, Limni Ostrovou), es un gran lago natural en el oeste de Macedonia, al norte de Grecia. Se encuentra a 6 km al nordeste de Amyntaio y a 18 km al oeste de Edessa, a 540 m de altitud. Los montes Voras se encuentran al norte. Pertenece en parte a la prefectura de Florina y en parte a la prefectura de Pella.